# مرقس 16

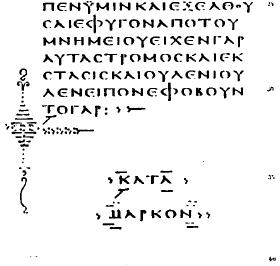
مرقس 16: 8 في المخطوطة الفاتيكانية من القرن الرابع الميلادي.

مرقس 16 هو الإصحاح الأخير من إنجيل مرقس في العهد الجديد من الكتاب المقدس. يبدأ باكتشاف مريم المجدلية ومريم أم يعقوب وسالومة للقبر الفارغ [الإنجليزية]. وهناك قابلوا رجلًا شابًا أبيض اللباس أعلن عن قيامة يسوع. اختتمت أقدم مخطوطتان لمرقص 16 (ترجعان للقرن الرابع الميلادي) بالآية 8 التي تروي فرار النساء من القبر الفارغ، وصمتهم بعد قول أي شيء لأحد، لأنهن كن خائفات للغاية.
حدّدت دراسات النقد النصي [الإنجليزية] نهايتين بديلتين مختلفتين: «النهاية الطويلة» (الآيات 9-20) و«النهاية القصيرة»، اللتين تتواجدان معًا في ست مخطوطات يونانية، وفي عشرات النسخ الجعزية. تتضمن الإصدارات الحديثة من العهد الجديد بشكل عام النهاية الأطول، ولكن تضعها بين قوسين أو تنسيقها بطريقة مختلفة لإظهار أنها لا تعتبر جزءًا من النص الأصلي.

## المخطوطات
كُتبت المخطوطات الأصلية باللغة اليونانية العامية المختلطة. من بين أقدم المخطوطات لنص الإصحاح:
- المخطوطة الفاتيكانية (مكتوبة بين 325-350م؛ الآيات من 1-8)
- المخطوطة السينائية (مكتوبة بين 330-360م؛ الآيات من 1-8)
- مخطوطة بيزا (مكتوبة ق. 400م؛ الآيات كاملة)
- المخطوطة الإسكندرانية (مكتوبة بين 400-440م؛ الآيات كاملة)
- سفر أفرام (مكتوبة ق. 450م؛ الآيات كاملة)

## الآيات 1-8 (القبر الفارغ)

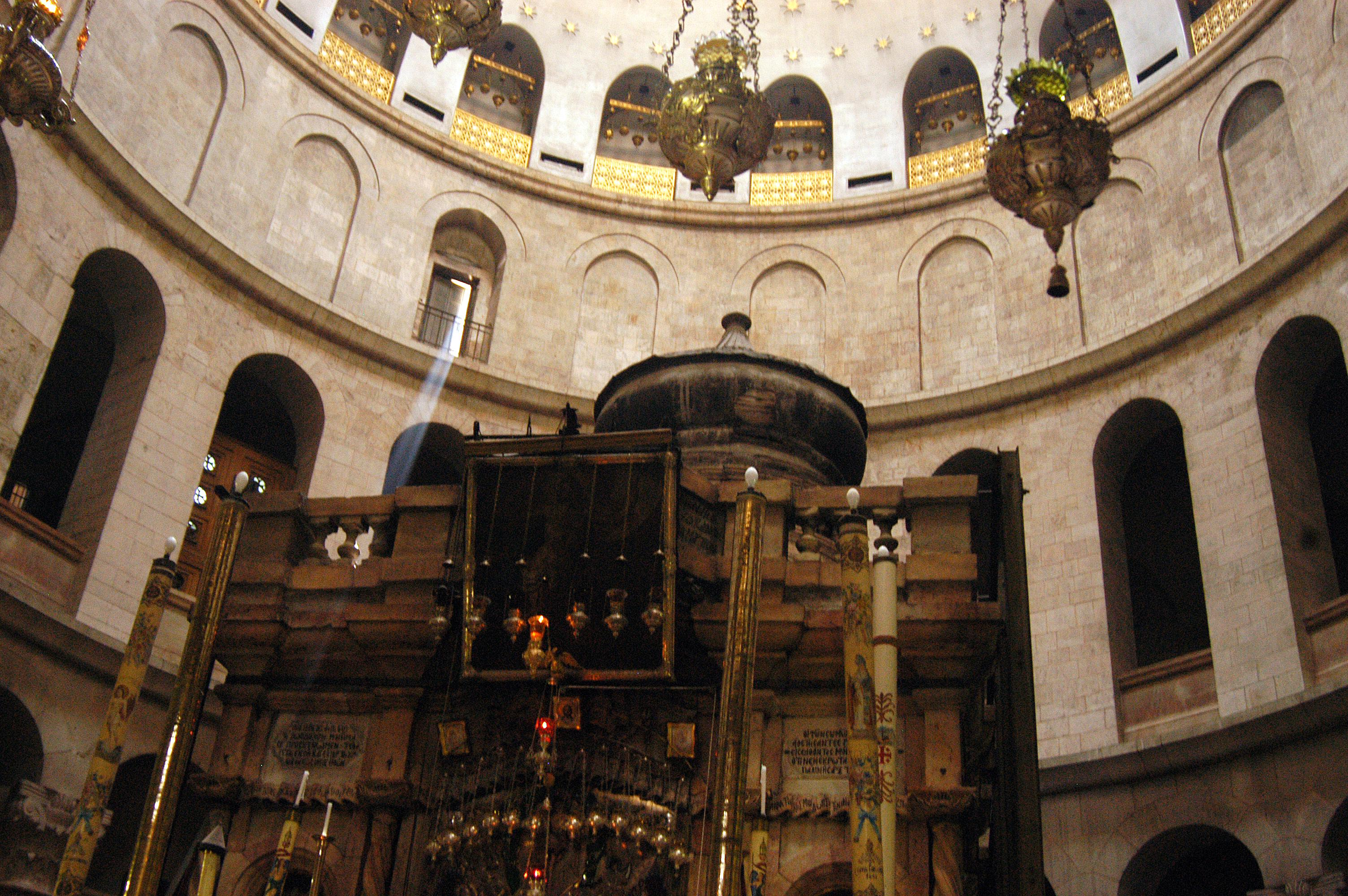
القبر المقدس (الموقع المفترض لقبر يسوع) تعلوه قبة القاعة المستديرة.

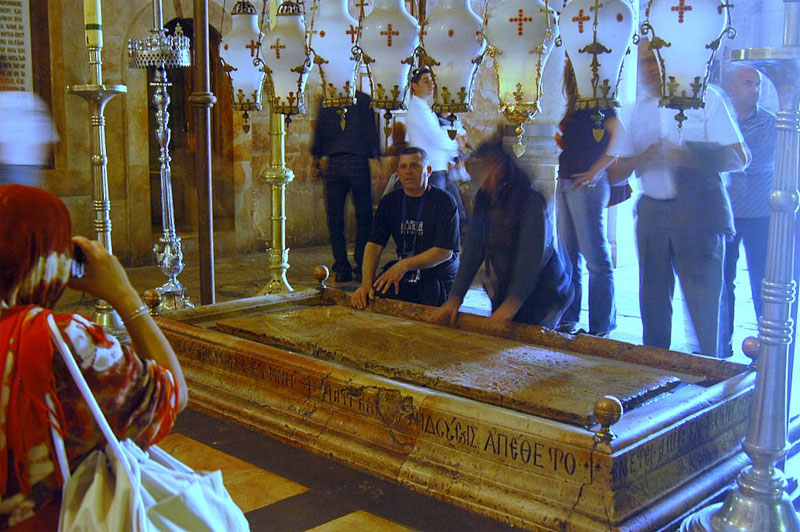
حجر المسحة، يعتقد أنه المكان الذي تم فيه تحضير جسد يسوع للدفن.

### الآيتان 1–2
«1وبعدما مضى السبت، اشترت مريم المجدلية ومريم أم يعقوب وسالومة، حنوطا ليأتين ويدهنه.2وباكرًا جدًا في أول الأسبوع أتين إلى القبر إذ طلعت الشمس.»
يقول مرقس أنه بعد نهاية الشبات، وبعد الشروق، جاءت مريم المجدلية ومريم أم يعقوب، وسالومة بالحنوط ليمسحن جسد يسوع. وقد ذُكر هؤلاء الثلاثة أيضًا اللاتي كُن «ينظرن من بعيد» كما في الآية 40 من الإصحاح 15 من إنجيل مرقس، وعلى الرغم من أن أولئك اللتين كانتا «تنظران أين وضع» في الآية 47 من الإصحاح 15 من إنجيل مرقس كانتا فقط مريم المجدلية ومريم أم يعقوب.
تقول الآية الأولى من الإصحاح 24 من إنجيل لوقا أن النساء أعددن الحنوط. وأشارت الآية 40 من الإصحاح 19 من إنجيل يوحنا إلى أن نيقوديموس كان قد مسح بالفعل جسده. ومع ذلك، أشارت الآيتان الأولى في الإصحاح 20 من إنجيل يوحنا، والأولى من الإصحاح 28 من إنجيل متى إلى أن مريم المجدلية ذهبت إلى القبر، ولكن لم تُشر إلى السبب.

### الآيتان 3–4
«3وكن يقلن فيما بينهن: «من يدحرج لنا الحجر عن باب القبر؟» 4 فتطلعن ورأين أن الحجر قد دحرج! لأنه كان عظيمًا جدًا.»
تسائلت النساء متعجّبات كيف سيُزلن الحجر عن باب القبر. وعند وصولهن، وجدوا الحجر قد أُزيح بالفعل، ودخلن القبر. وفقًا للكاتب اليسوعي جون ج. كيلجالن، يُظهر ذلك أنه في رواية مرقس توقّعن العثور على جسد يسوع. بدلاً من ذلك، وجدوا شابًا يرتدي رداءً أبيض يجلس على اليمين، وأخبرهن أن يسوع «قام»، وبيّن لهن «المكان الذي وضعوه فيه» (الآيات 5-7).

### الآيات 5–7
5ولما دخلن القبر رأين شابًا جالسًا عن اليمين لابسًا حلة بيضاء، فاندهشن. 6فقال لهن: «لا تندهشن! أنتن تطلبن يسوع الناصري المصلوب. قد قام! ليس هو ههنا. هوذا الموضع الذي وضعوه فيه. 7لكن إذهبن وقلن لتلاميذه ولبطرس: إنه يسبقكم إلى الجليل. هناك ترونه كما قال لكم».
قد يكون الرداء الأبيض علامة على أن الشاب رسول من الله. حيث وصفته الآية 5 من الإصحاح 28 من إنجيل متى بأنه ملاك. وفي رواية إنجيل لوقا كان في القبر رجلان. أما رواية إنجيل يوحنا، فقالت أنه كان هناك ملكان، حيث أن مريم بعد أن رأت القبر الفارغ، ذهبت لتخبر التلاميذ الآخرين. ثم عادت للقبر، وتحدثت إلى ملكين، ثم ظهر لها يسوع.
استخدم إنجيل مرقس كلمة neaniskos لوصف الرجل الشاب، وهي نفس الكلمة التي استخدمها لوصف الشاب الذي فرّ عاريًا عند القبض على يسوع. يُعتقد أن يسوع تنبأ يسوع بقيامته، وعودته إلى الجليل خلال العشاء الأخير بحسب رواية إنجيل مرقس. استخدم مرقس الفعل المبنيّ للمجهول ēgerthē الذي يُترجم إلى أنه «تمت إقامته»، للإشارة إلى الله أقامه من بين الأموات، بدلاً من استخدام الفعل «قام» الذي جاء في ترجمة النسخة الدولية الجديدة [الإنجليزية].
ورد ذكر بطرس، الذي بكى بالدمع قبل يومين عندما أنكر معرفته ليسوع [الإنجليزية] أشار غريغوري الأول إلى أنه: «لو لم يشر إليه الملاك بهذه الطريقة، لما تجرأ بطرس على الظهور مرة أخرى بين الرسل. ثم يُنادى بالاسم ليأتي، حتى لا ييأس بسبب إنكاره للمسيح.» كان آخر ظهور لاسم بطرس في الآية 7 (وهو أيضًا آخر اسم يُذكر من بين أسماء التلاميذ)، مما يمكن ربطه بالظهور الأول لاسمه (سمعان) في الآية 16 في الإصحاح الأول من إنجيل مرقس لتوضيح أن بطرس شاهد عيان رئيس على الأحداث في إنجيل مرقس.

### الآية 8
8فخرجن سريعًا وهربن من القبر، لأن الرعدة والحيرة أخذتاهن. ولم يقلن لأحد شيئًا لأنهن كن خائفات.
تنتهي الآية الثامنة بتوضيح شعور الخوف لدى النساء، ثم هربن وكتمن ما رأين. علّق الكاتب اليسوعي جون ج. كيلجالن أن الخوف هو ردة الفعل الإنسانية عند الظهور الإلهي في الكتاب المقدس. تلك الآية آخر الآيات التي لا نزاع عليها في إنجيل مرقس. وهكذا أُعلن أن يسوع قد قام من بين الأموات، وأنه سبق التلاميذ إلى الجليل، حيث سيرونه.

## النهايات المتعددة
لإنجيل مرقس نهايتان، النهاية الطويلة (آيات 9-20)، والنهاية القصيرة. 
| نسخ إنجيل مرقس                         | |
| النسخة                                 | النص |
| مرقس 16: 6-8 (نص غير متنازع عليه)      | [6] فقال لهن: لا تندهشن: أنتن تطلبن يسوع الناصري المصلوب: قد قام؛ ليس هنا: هوذا المكان الذي وضعوه فيه. [7]ولكن إذهبن في طريقكن، وأخبرن تلاميذه وبطرس أنه سبقكم إلى الجليل: هناك ترونه كما قال لكم. [8]وخرج بسرعة وهربن من القبر؛ ولارتعادهن ودهشتهن: لم يقلن شيئًا لأي إنسان؛ لأنهن كن خائفات. |
| النهاية الطويلة 16: 9–14               | [9]الآن وبعد أن قام يسوع في أول الأسبوع، ظهر أولاً لمريم المجدلية، التي كان قد أخرج منها سبعة شياطين. [10]فذهبت وأخبرت الذين كانوا معه، وهم ينوحون ويبكون. [11]فلما سمعوا أنه حي، وأنها رأته، لم يصدقوا. [12]وبعد ذلك ظهر بهيئة أخرى لاثنين منهم، وهما يمشيان منطلقين إلى البرية. [13]فذهبا وأخبرا الباقين، فلم يصدقوهما. [14]أخيرًا ظهر للأحد عشر وهم متكئون، ووبخ عدم إيمانهم وقساوة قلوبهم، لأنهم لم يصدقوا الذين رأوه بعدما قام.                 |
| مخطوطة واشنطونيانس (بين الآيتين 14-15) | وأعذروا أنفسهم قائلين: إن عصر الفوضى وعدم الإيمان هذا بفعل الشيطان، الذي لا يسمح لحقيقة وقوة الله أن تسود فوق الأشياء النجسة التي تسيطر عليها الأرواح. لذلك، أظهر عدلك الآن. - هكذا تحدثوا إلى المسيح. واستجاب لهم المسيح، فقد اكتمل حدّ سنوات قوة الشيطان، ولكن هناك أشياء أخرى رهيبة تقترب. ولأولئك الذين أخطأوا أنا سُلّمت للموت، ليعودوا إلى الحق ولا يخطئوا مجددًا، ليرثوا العدل في المجد الروحاني السماوي الذي لا يفسد للبر.                     |
| النهاية الطويلة 16: 15–20              | [15]وقال لهم: «اذهبوا إلى العالم أجمع واكرزوا بالإنجيل للخليقة كلها. [16]من آمن واعتمد يخلًص، ومن لم يؤمن يُلعن. [17]وهذه الآيات ليتبعها المؤمنين: ليخرجوا الشياطين باسمي، وليتكلموا بألسنة جديدة. [18] فليحملوا حيات، وإن شربوا شيئًا مميتًا لن يضرهم، وليضعوا أيديهم على المرضى فيبرأون». [19]ثم إن الرب بعدما كلمهم، ارتفع إلى السماء، وجلس عن يمين الله. [20]وأما هم فخرجوا وكرزوا في كل مكان، والرب يعمل معهم ويثبت الكلام بالآيات التابعة. آمين. |
| النهاية القصيرة                        | وأبلغن جميع التعليمات بإيجاز لأصحاب بطرس. بعد ذلك، أرسل يسوع نفسه، من خلالهم، من الشرق إلى الغرب بشارة الخلاص الأبدي المقدس. [آمين]. (النص اليوناني) |

### نقد النص
لا تتواجد خاتمة إنجيل مرقس الطويلة ( مرقس 20 - 16:9 ) في المخطوطات السينائية والفاتيكانية والبيزية والسريانية السينائية والقبطية الصعيدية التي تُعد أقدم المخطوطات القبطية، في بردية 45 [الإنجليزية]. وكذلك هي غير موجودة في بعض مخطوطات الأرمينية والجورجية والأفرامية، أو حتى في الترجمات السريانية والآرامية. كما أشار بعض الآباء والقديسين كإبيفانيوس السلاميسي وساويرس الأنطاكي وهسيخيوس السكندري ويوسابيوس القيصري وجيروم وبعض آباء الكنيسة الآخرين إلى أن خاتمة إنجيل مرقس لا تنتمي للنص الأصليّ. فعلى سبيل المثال، يقول يوسابيوس القيصريّ «تُحدِد النُسَخ الدقيقة نهاية القصة» قاصدًا بذلك مرقس 16: 8 زعم عالم الشرقيات فريدريك كورنيليوس كونيبير [الإنجليزية] أنه وجد في مخطوطة أرمينية إشارة إلى أن هذه الأعداد كتبها أريستون [الإنجليزية] تلميذ يوحنا الكبير.

### الصيغة القانونية
أُقرّ بصحة الآيات 9-20 في الإصحاح 16 من إنجيل مرقس لأول مرة في القرن الثاني الميلادي. واعتبرتها الكنيسة الرومانية الكاثوليكية قانونية، وتم تضمينه في الكتاب المقدس نسخة دواي -رانس، والكتاب المقدس نسخة جنيف سنة 1599م، ونسخة الملك جيمس وغيرها من الترجمات الإنجليزية للكتاب المقدس [الإنجليزية]. تستند معظم الترجمات الحديثة أساسًا على المخطوطة الإسكندرانية التي تتضمن النهاية الطويلة، ولكن تُضمّنها داخل أقواس أو بملاحظات خاصة أو كليهما.

## استنتاجات العلماء
استنتجت الغالبية العظمى للنقاد النصيين للعهد الجديد أن النهايتين القصيرة والطويلة لم تكونا في الأصل من إنجيل مرقس. أصبحت النهاية الطويلة مقبولة لدى البعض في القرن الثاني. حسب كتاب الأناجيل الكاملة: «نهاية إنجيل مرقس مشكلة تقليدية في النقد النصي للعهد الجديد. إجماع العلماء أن مرقس انتهى بوقفة مفاجئة عند 16: 8. الأدلة المبكرة لآباء الكنيسة (إكليمندس الرومي وأوريجانوس ويوسابيوس وجيروم) لا تشير إلى أي نص بعد 16: 8.» 
حسب الطبعة الرابعة لجمعيات البيبل المتحدة للعهد الجديد اليوناني فإن حذف الآيات 9-20 من مخطوط مرقس الأصلي «مؤكد». وقال بروس متزجر: «يبدو حسب أدلة خارجية جيدة واعتبارات داخلية قوية أن أقدم شكل مؤكد لإنجيل مرقس انتهى عند 16: 8. هناك ثلاث احتمالات مفتوحة: (أ) أراد الإنجيلي إنهاء الإنجيل في هذا المكان (ب) أو أن الإنجيل لم ينته (ج) وهذا ما يبدو الأكثر احتمإلا أن الإنجيل فقد ورقته الأخيرة بشكل غير مقصود قبل أن تتضاعف نسخه.» 
تلاحظ ترجمة النسخة العالمية الجديدة (NIV) أن «أوثق المخطوطات القديمة وشواهد أخرى قديمة لا تحوي مرقس 16: 9-20»

## النهاية الطويلة لمرقس 16
- 9 وبعدما قام باكرا في أول الاسبوع ظهر اولا لمريم المجدلية التي كان قد اخرج منها سبعة شياطين
- 10 فذهبت هذه واخبرت الذين كانوا معه وهم ينوحون ويبكون
- 11 فلما سمع اولئك انه حي وقد نظرته لم يصدقوا
- 12 وبعد ذلك ظهر بهيئة أخرى لاثنين منهم وهما يمشيان منطلقين إلى البرية
- 13 وذهب هذان واخبرا الباقين فلم يصدقوا ولا هذين
- 14 أخيرا ظهر للاحد عشر وهم متكئون ووبخ عدم ايمانهم وقساوة قلوبهم لانهم لم يصدقوا الذين نظروه قد قام
- 15 وقال لهم اذهبوا إلى العالم اجمع واكرزوا بالإنجيل للخليقة كلها
- 16 من امن واعتمد خلص ومن لم يؤمن يدن
- 17 وهذه الايات تتبع المؤمنين يخرجون الشياطين باسمي ويتكلمون بالسنة جديدة
- 18 يحملون حيات وان شربوا شيئا مميتا لا يضرهم ويضعون ايديهم على المرضى فيبراون
- 19 ثم ان الرب بعدما كلمهم ارتفع إلى السماء وجلس عن يمين الله
- 20 واما هم فخرجوا وكرزوا في كل مكان والرب يعمل معهم ويثبت الكلام بالايات التابعة امين